# Canet de Mar
Canet de Mar (catalansk udtale: [kaˈnɛd də ˈmar]) er en catalansk by i det regionale forvaltningsområde (comarcaet) Maresme i provinsen Barcelona i det nordøstlige Spanien. Byen har 15.140(2024) indbyggere og dækker et areal på 5,56 km². Den er beliggende mellem byerne Arenys de Mar og Sant Pol de Mar, og ligger omkring ti kilometer fra Mataró, hovedstaden i comarcaet.
Canet de Mar betjenes af Rodalies de Catalunyas pendlertog, der blandt andet kører mellem Barcelona og Maçanet-Massanes.
- L'església i l'Odèon
- L'església de perfil
- Fàbrica Carbonell i Reverter
- Aires Modernistes
- Canet des dels Tarongers
- La Vall de Canet
- La Riera de l'Oms, Canet de Mar